# 음력 8월 19일
음력 8월 19일은 음력 8월의 19번째 날이다.

## 사건
- 1999년 - 대한민국 국회, `국군부대의 동티모르 다국적군 파견 동의안' 가결.
- 2013년 - 대구 대명동 가스 폭발 사고 발생.

## 문화
- 2002년 - 대한민국 경기도 성남시의 행정구역 변경에 따라 분당선의 초림역이 수내역으로, 백궁역이 정자역으로 역명 변경.
- 2011년 - 부산-김해 경전철 개통.
- 2012년 - 대한민국 경상남도에서의 지상파 아날로그 텔레비전 방송 종료.
- 2013년 - 경기도 여주군이 여주시로 승격됨과 동시에 여주읍이 폐지되었다.

## 탄생
- 1950년 - 대한민국의 노동운동가 윤상원.
- 1954년 - 대한민국의 가수 혜은이.
- 1964년 - 대한민국의 배우 최종환.
- 1989년 - 대한민국의 배우 이주빈.
- 1990년 -
  - 대한민국의 가수 천둥.
  - 대한민국의 야구 선수 정수빈.
- 2006년 - 대한민국의 가수 전유진.

## 사망
- 2016년 - 대한민국의 축구선수 이광종.

## 같이 보기
- 음력 360일: 1월 2월 3월 4월 5월 6월 7월 8월 9월 10월 11월 12월
- 전날:8월 18일 다음날:8월 20일 - 전달:7월 19일 다음달:9월 19일
- 양력:8월 19일
- 음력, 윤달